# Karl August Prinz von Sachsen Gessaphe
Karl August Prinz von Sachsen Gessaphe (* 1. Januar 1958 in Mexiko-Stadt als Karl August de Afif von Sachsen) ist ein deutscher Rechtswissenschaftler und seit 2003 Universitätsprofessor für Bürgerliches Recht, Zivilprozessrecht, Internationales Privatrecht und Rechtsvergleichung an der FernUniversität in Hagen.

## Leben

### Herkunft und Familie
Karl August von Sachsen Gessaphe ging aus der 1952 geschlossenen Ehe zwischen Maria Anna Prinzessin von Sachsen (1929–2012), ihrerseits Tochter von Friedrich Christian Prinz von Sachsen Herzog zu Sachsen, und Prinz Roberto de Afif (1916–1978) hervor, welcher wiederum väterlicherseits, nach eigener Auskunft, aus einer alten maronitisch-katholischen Prinzenfamilie im heutigen Libanon stammte. Karl August Prinz von Sachsen Gessaphe ist somit Urenkel des letzten sächsischen Königs Friedrich August III. von Sachsen. Er ist Vater zweier Söhne und zweier Töchter, darunter die deutsche Jazz-Sängerin Fernanda von Sachsen Gessaphe (* 1999).

### Ausbildung und Werdegang
Seine Schulzeit verbrachte von Sachsen Gessaphe von 1963 bis 1975 in Mexiko-Stadt, Hechingen und München. Nach dem Abitur in München studierte er von 1975 bis 1980 Rechtswissenschaften an der Ludwig-Maximilians-Universität München; dort erfolgte 1986 seine Promotion und 1998 seine Habilitation.
2003 nahm von Sachsen Gessaphe einen Ruf an die FernUniversität Hagen auf eine Professur für Bürgerliches Recht, Zivilprozessrecht, Internationales Privatrecht und Rechtsvergleichung an. Er ist Vorstandsvorsitzender der Deutsch-Mexikanischen Juristenvereinigung e. V. Er ist seit dem Studium Mitglied der katholischen Studentenverbindung K.St.V. Rheno-Bavaria München im KV.

## Veröffentlichungen (Auswahl)
- Das mexikanische internationale Erbrecht und seine Bedeutung für deutsch-mexikanische Nachlassfälle. Beck, München 1987, ISBN 3-406-32066-X (Dissertation).
- Das Konkubinat in den mexikanischen Zivilrechtsordnungen – Eine angemessene Antwort auf eine soziale Herausforderung. Mohr, Tübingen 1990, ISBN 3-16-145585-1.
- Der Betreuer als gesetzlicher Vertreter für eingeschränkt Selbstbestimmungsfähige – Modell einer mehrstufigen Eingangsschwelle der Betreuung und des Einwilligungsvorbehalts. In: Jus privatum. Band 39. Mohr Siebeck, Tübingen 1999, ISBN 3-16-147170-9 (Habilitationsschrift).
- Internationales Privatrecht und UN-Kaufrecht. 2. überarb. Auflage. Berliner Wissenschafts-Verlag, Berlin 2007, ISBN 3-8305-1386-0.
- Zwangsvollstreckungsrecht. In: Schriftenreihe der Juristischen Schulung. Band 199. Beck, München 2014, ISBN 978-3-406-66412-0.